# Gouvernement Pujol II
Généralité de Catalogne
Pujol I Pujol III
Le gouvernement Pujol II (en catalan : Govern Pujol (2)) est le gouvernement de la généralité de Catalogne entre le 19 juin 1984 et le 5 juillet 1988, sous la IIe législature du Parlement.

## Historique du mandat
Ce gouvernement est dirigé par le président de la Généralité nationaliste et libéral sortant, Jordi Pujol. Il est constitué par une coalition entre la Convergence démocratique de Catalogne (CDC) et l'Union démocratique de Catalogne (UDC), baptisée « Convergence et Union » (CiU). Ensemble, ces deux partis disposent de 72 députés sur 135, soit 53,3 % des sièges du Parlement.
Il est formé à la suite des élections parlementaires du 29 avril 1984.
Il succède donc au gouvernement Pujol I, constitué dans les mêmes conditions mais minoritaire au Parlement.

### Formation
Au cours du scrutin parlementaire, Convergence et Union remporte plus de 46 % des suffrages exprimés et s'arroge la majorité absolue des sièges au Parlement. Jordi Pujol peut ainsi former un gouvernement majoritaire qui ne dépendra plus d'autres forces parlementaires comme c'était le cas sous la précédente législature.
Lors de la séance d'installation de la IIe législature le 17 mai suivant, le député de CiU Miquel Coll est élu président avec les voix de son groupe, de la Coalition populaire (CP) et de la Gauche républicaine de Catalogne (ERC).  Le 30 mai, Jordi Pujol est investi pour un deuxième mandat comme président de la Généralité, recueillant 87 voix pour et 44 voix contre : si le Parti socialiste (PSC) et le Parti socialiste unifié de Catalogne (PSUC) s'opposent à sa candidature, il reçoit la confiance de Convergence et Union, de la Coalition populaire et de la Gauche républicaine. Il est assermenté le 18 juin suivant.
La composition du nouvel exécutif est formellement rendue publique le 7 juin, au lendemain de la publication de la liste des 11 conseillers par La Vanguardia. Huit conseillers sortants sont reconduits sans altération de la structure administrative des départements, conformément à l'engagement pris par Jordi Pujol. Si la principale nouveauté réside dans l'incorporation d'un membre d'ERC, le choix d'Oriol Badia génère des critiques au sein de l'UDC car il ne faisait pas partie des candidats proposés par ce parti. Le nouveau gouvernement prête serment et entre en fonction le 19 juin.

### Évolution
À leur demande, Jordi Pujol accepte le 11 décembre 1985 la démission de deux conseillers, posée depuis plusieurs semaines déjà : celle du conseiller à la Culture Joan Rigol, vertement contesté par les plus proches du président de la Généralité pour sa politique de dialogue dans le secteur culturel, perçue comme trop favorable au Parti socialiste ; et celle du conseiller au Commerce Francesc Sanuy, qui faisait part de sa fatigue depuis la législature précédente. Selon La Vanguardia, Jordi Pujol souhaite répartir équitablement entre la CDC et l'UDC les portefeuilles vacants, le député de Convergence Joaquim Ferrer étant le nom le plus souvent cité pour reprendre le portefeuille de la Culture. Le 18 décembre sont annoncés les nouveaux conseillers. Joaquim Ferrer est effectivement promu conseiller à la Culture tandis qu'à la surprise générale, Narcís Oliveras, issu d'Union, devient conseiller au Commerce. Le remaniement est effectif le 23 décembre avec la prestation de serment des deux entrants.
En raison de leur candidature aux élections générales anticipées du 22 juin 1986, les conseillers à la Gouvernance Macià Alavedra et au Commerce Narcís Oliveras sont contraints de renoncer à siéger au sein de l'exécutif territorial catalan. Le 9 mai, Jordi Pujol opère donc un remaniement de son gouvernement. Le conseiller à la Justice Agustí Bassols prend la direction du département de la Gouvernance et cède ses fonctions à Joaquim Xicoy, issu de l'UDC comme lui. Joaquim Molins, de CDC, devient lui conseiller au Commerce, ce qui maintient la quote-part de chacune des deux forces de Convergence et Union au Conseil exécutif de la Généralité. Ils sont assermentés par Jordi Pujol et entrent en fonction quatre jours plus tard.
Élu secrétaire général de la Gauche républicaine de Catalogne en janvier 1987, Joan Hortalà annonce le 21 février qu'il quittera d'ici quelques jours le gouvernement catalan, conformément à la décision prise par le congrès d'ERC. Comme attendu depuis plusieurs jours, Jordi Pujol indique le 23 février qu'il sera remplacé comme conseiller à l'Industrie par le député et ancien conseiller à la Gouvernance issu de CDC, Macià Alavedra. Il prête serment et entre en fonction le 2 mars suivant.
Désigné en septembre 1986 candidat de CiU à la mairie de Barcelone, le conseiller à l'Économie et aux Finances Josep Maria Cullell doit être remplacé au sein de l'exécutif autonomique. Selon La Vanguardia, le président de la Généralité hésite en avril 1987 entre promouvoir le conseiller au Commerce Joaquim Molins et fusionner son département avec celui de l'Industrie ou faire appel à Josep Maria Basáñez, cadre du département de l'Économie. Le 24 avril, Jordi Pujol choisit de nommer Josep Manuel Basañez comme nouveau conseiller à l'Économie et aux Finances. Celui-ci prend ses fonctions en prêtant serment dès le lendemain.

### Succession
Les élections autonomiques du 29 mai 1988 confirment la majorité absolue de Convergence et Union, assurant à Jordi Pujol un troisième mandat consécutif à la présidence de la Généralité. Investi le 22 juin par le Parlement, il forme le 5 juillet son troisième gouvernement.

## Composition

### Initiale (19 juin 1984)
- Par rapport au gouvernement Pujol I, les nouveaux conseillers sont indiqués en gras, les conseillers ayant changé d'attributions le sont en italique.

| Poste | Titulaire | Titulaire                   | Parti |
| --- | --------- | --------------------------- | ----- |
| Président de la Généralité                                                                                  |           | Jordi Pujol i Soley         | CDC   |
| Conseiller à la Gouvernance                                                                                 |           | Macià Alavedra i Moner      | CDC   |
| Conseiller à l'Économie et aux Finances                                                                     |           | Josep Maria Cullell i Nadal | CDC   |
| Conseiller à l'Enseignement                                                                                 |           | Joan Guitart i Agell        | CDC   |
| Conseiller à la Culture                                                                                     |           | Joan Rigol i Roig           | UDC   |
| Conseiller à la Santé et à la Sécurité sociale                                                              |           | Josep Laporte i Salas       | CDC   |
| Conseiller à la Politique territoriale et aux Travaux publics                                               |           | Xavier Bigatà i Ribé        | CDC   |
| Conseiller à l'Agriculture, à l'Élevage et à la Pêche                                                       |           | Josep Miró i Ardèvol        | CDC   |
| Conseiller au Travail                                                                                       |           | Oriol Badia i Tobella       | UDC   |
| Conseiller à la Justice                                                                                     |           | Agustí Bassols i Parés      | UDC   |
| Conseiller à l'Industrie et à l'Énergie                                                                     |           | Joan Hortalà i Arau         | ERC   |
| Conseiller au Commerce et au Tourisme Conseiller au Commerce, à la Consommation et au Tourisme (06/07/1984) |           | Francesc Sanuy i Gistau     | Sans  |

### Remaniement du 23 décembre 1985
- Par rapport à la composition précédente, les nouveaux conseillers sont indiqués en gras, les conseillers ayant changé d'attributions le sont en italique.

| Poste                                                         | Titulaire | Titulaire                   | Parti |
| ------------------------------------------------------------- | --------- | --------------------------- | ----- |
| Président de la Généralité                                    |           | Jordi Pujol i Soley         | CDC   |
| Conseiller à la Gouvernance                                   |           | Macià Alavedra i Moner      | CDC   |
| Conseiller à l'Économie et aux Finances                       |           | Josep Maria Cullell i Nadal | CDC   |
| Conseiller à l'Enseignement                                   |           | Joan Guitart i Agell        | CDC   |
| Conseiller à la Culture                                       |           | Joaquim Ferrer i Roca       | CDC   |
| Conseiller à la Santé et à la Sécurité sociale                |           | Josep Laporte i Salas       | CDC   |
| Conseiller à la Politique territoriale et aux Travaux publics |           | Xavier Bigatà i Ribé        | CDC   |
| Conseiller à l'Agriculture, à l'Élevage et à la Pêche         |           | Josep Miró i Ardèvol        | CDC   |
| Conseiller au Travail                                         |           | Oriol Badia i Tobella       | UDC   |
| Conseiller à la Justice                                       |           | Agustí Bassols i Parés      | UDC   |
| Conseiller à l'Industrie et à l'Énergie                       |           | Joan Hortalà i Arau         | ERC   |
| Conseiller au Commerce, à la Consommation et au Tourisme      |           | Narcís Oliveras i Terradas  | UDC   |

### Remaniement du 13 mai 1986
- Par rapport à la composition précédente, les nouveaux conseillers sont indiqués en gras, les conseillers ayant changé d'attributions le sont en italique.

| Poste                                                         | Titulaire | Titulaire                                                                            | Parti |
| ------------------------------------------------------------- | --------- | ------------------------------------------------------------------------------------ | ----- |
| Président de la Généralité                                    |           | Jordi Pujol i Soley                                                                  | CDC   |
| Conseiller à la Gouvernance                                   |           | Agustí Bassols i Parés                                                               | UDC   |
| Conseiller à l'Économie et aux Finances                       |           | Josep Maria Cullell i Nadal (jusqu'au 25/04/1987) Josep Manuel Basañez i Villaluenga | CDC   |
| Conseiller à l'Enseignement                                   |           | Joan Guitart i Agell                                                                 | CDC   |
| Conseiller à la Culture                                       |           | Joaquim Ferrer i Roca                                                                | CDC   |
| Conseiller à la Santé et à la Sécurité sociale                |           | Josep Laporte i Salas                                                                | CDC   |
| Conseiller à la Politique territoriale et aux Travaux publics |           | Xavier Bigatà i Ribé                                                                 | CDC   |
| Conseiller à l'Agriculture, à l'Élevage et à la Pêche         |           | Josep Miró i Ardèvol                                                                 | CDC   |
| Conseiller au Travail                                         |           | Oriol Badia i Tobella                                                                | UDC   |
| Conseiller à la Justice                                       |           | Joaquim Xicoy i Bassegoda                                                            | UDC   |
| Conseiller à l'Industrie et à l'Énergie                       |           | Joan Hortalà i Arau (jusqu'au 02/03/1987)                                            | ERC   |
| Conseiller à l'Industrie et à l'Énergie                       |           | Macià Alavedra i Moner                                                               | CDC   |
| Conseiller au Commerce, à la Consommation et au Tourisme      |           | Joaquim Molins i Amat                                                                | CDC   |